# Kunstmuseum Olten

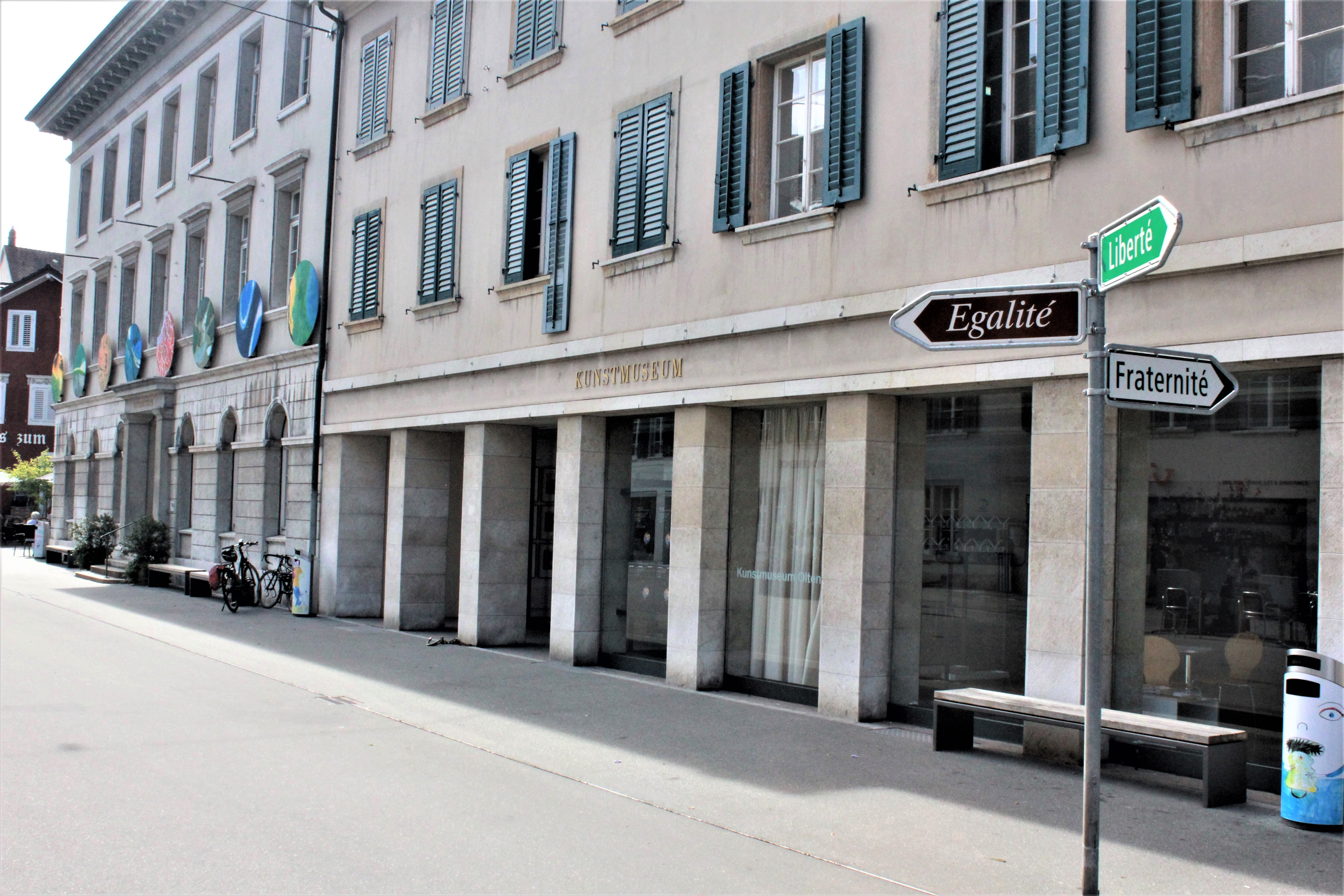
Kunstmuseum Olten (2017)

Das Kunstmuseum Olten wurde 1902 in Olten, Schweiz, eröffnet. Bis 1964 hiess es «Disteli-Museum», da es auf einer Sammlung des bedeutenden politischen Zeichners Martin Disteli basierte. Um diesen Kern der Sammlung herum hat sich eine Kollektion von Gemälden und graphischen Blättern aus dem 19. Jahrhundert gebildet, der später auch eine Abteilung moderner Kunst angegliedert wurde.
Im Parterre und im 1. Stock finden regelmässig Wechselausstellungen statt, die oberen Stockwerke zeigen die Sammlung.